# Chörlein

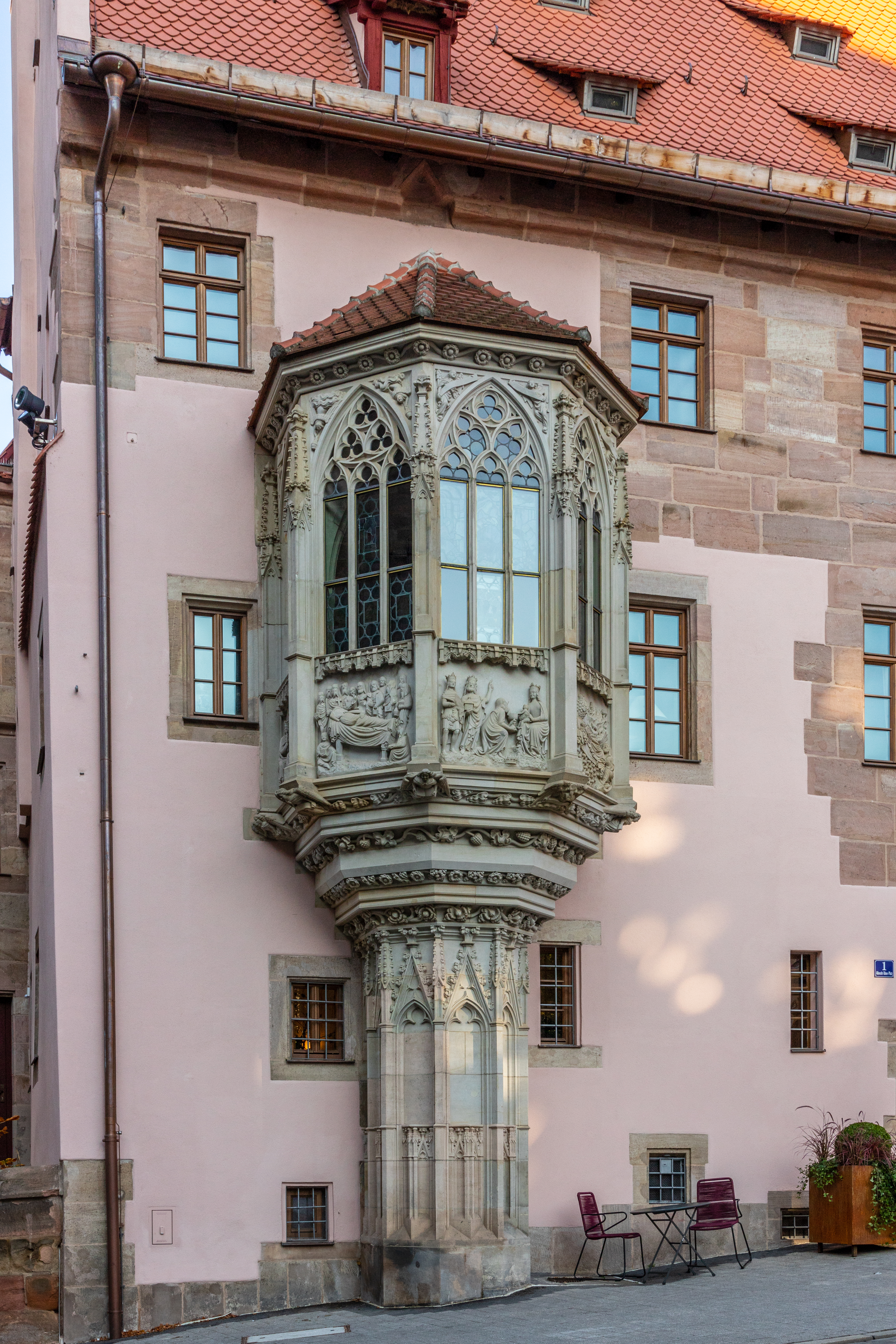
Sebalder Chörlein am Sebald-Pfarrhaus in Nürnberg

Das Chörlein ist das Diminutiv eines „Chors“; es bezeichnet in der Architektur einen im Obergeschoss einer Fassade als Erker vortretenden kleinen Altarraum, manchmal abgestützt auf einen Sockel- oder Stützpfeiler.

## Beschreibung und Geschichte
Chörlein sind aus Holz oder Stein konstruiert und kommen nur vereinzelt auch an Sakralbauten und in der Mehrzahl an den Straßenfassaden von Profanbauten vor. Chörlein sind keineswegs immer geostet, da sie sich oft nach den Gegebenheiten der Straße und des Hausbaus richten mussten. Selten weisen sie einen polygonalen Grundriss auf, meistens sind es kastenförmige Erker. Chörlein wurden vor allem in der Gotik und der Renaissance errichtet.

## Nürnberger Chörlein
Besonders bekannt sind die Chörlein in der Stadt Nürnberg, die dort seit mindestens 1598 als Nürnberger Chörlein bezeichnet werden. Sie wurden in Nürnberg bis in die späte Barockzeit der 1770er Jahre errichtet, jedoch schließlich nicht mehr mit sakraler Nutzung, sondern als reine Zierbauten.

Vor dem Zweiten Weltkrieg wurden etwa 450 Chörlein an den Häusern der Stadt gezählt, bis in den Kriegszerstörungen 350 verloren gingen. Einige wurden gerettet, eingelagert und später an Nachkriegs-Neubauten wieder angebracht, um an eine Alt-Nürnbeger Sehenswürdigkeit zu erinnern. Erhalten bzw. wiederangebracht sind 77 (nach anderer Zählung 82) Nürnberger Chörlein, besonders zahlreich in zwei Straßenzügen Füll und Lammsgasse.

Nürnberger Chörlein
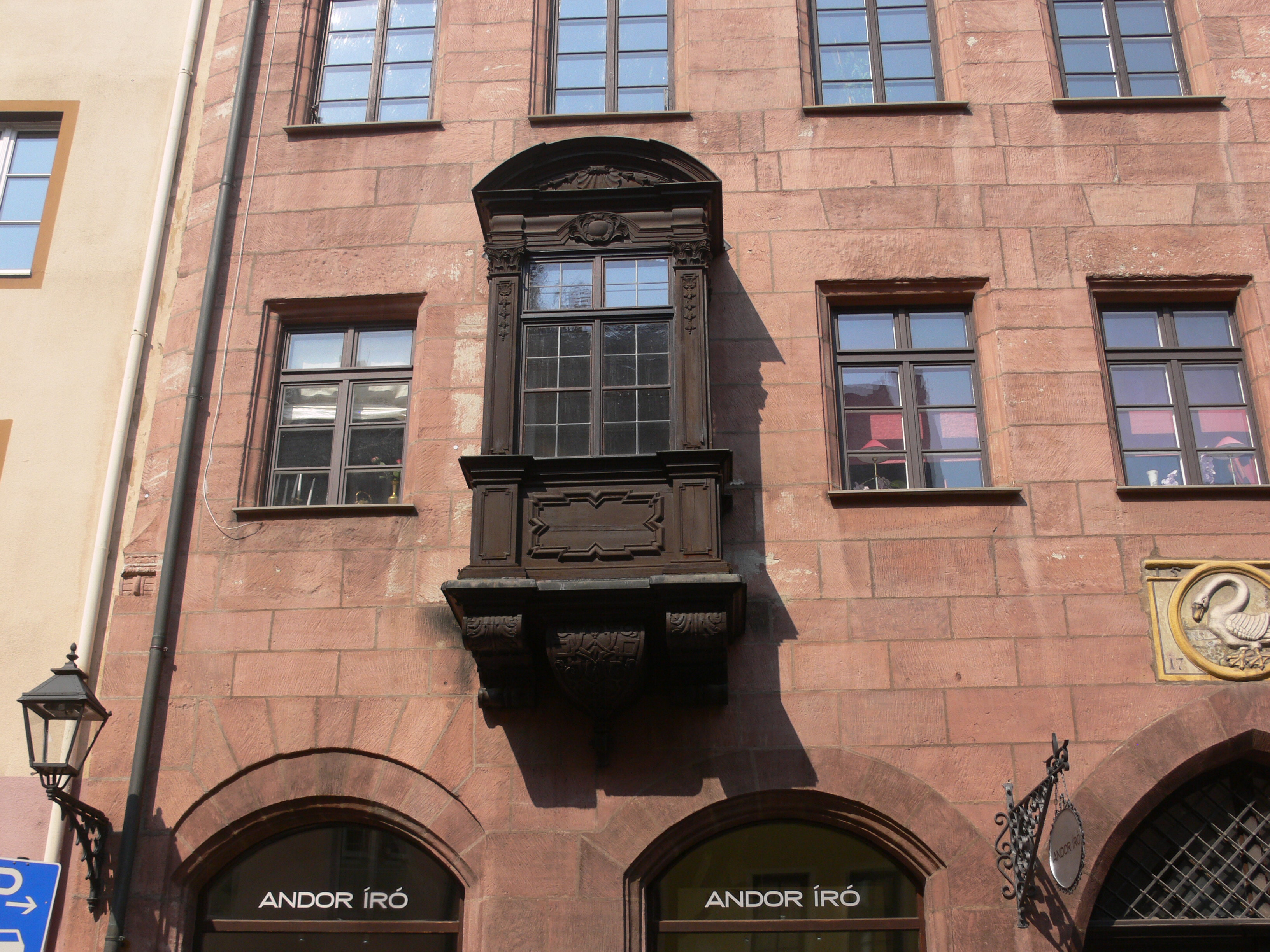
Barockes Nürnberger Chörlein (Füllstraße)
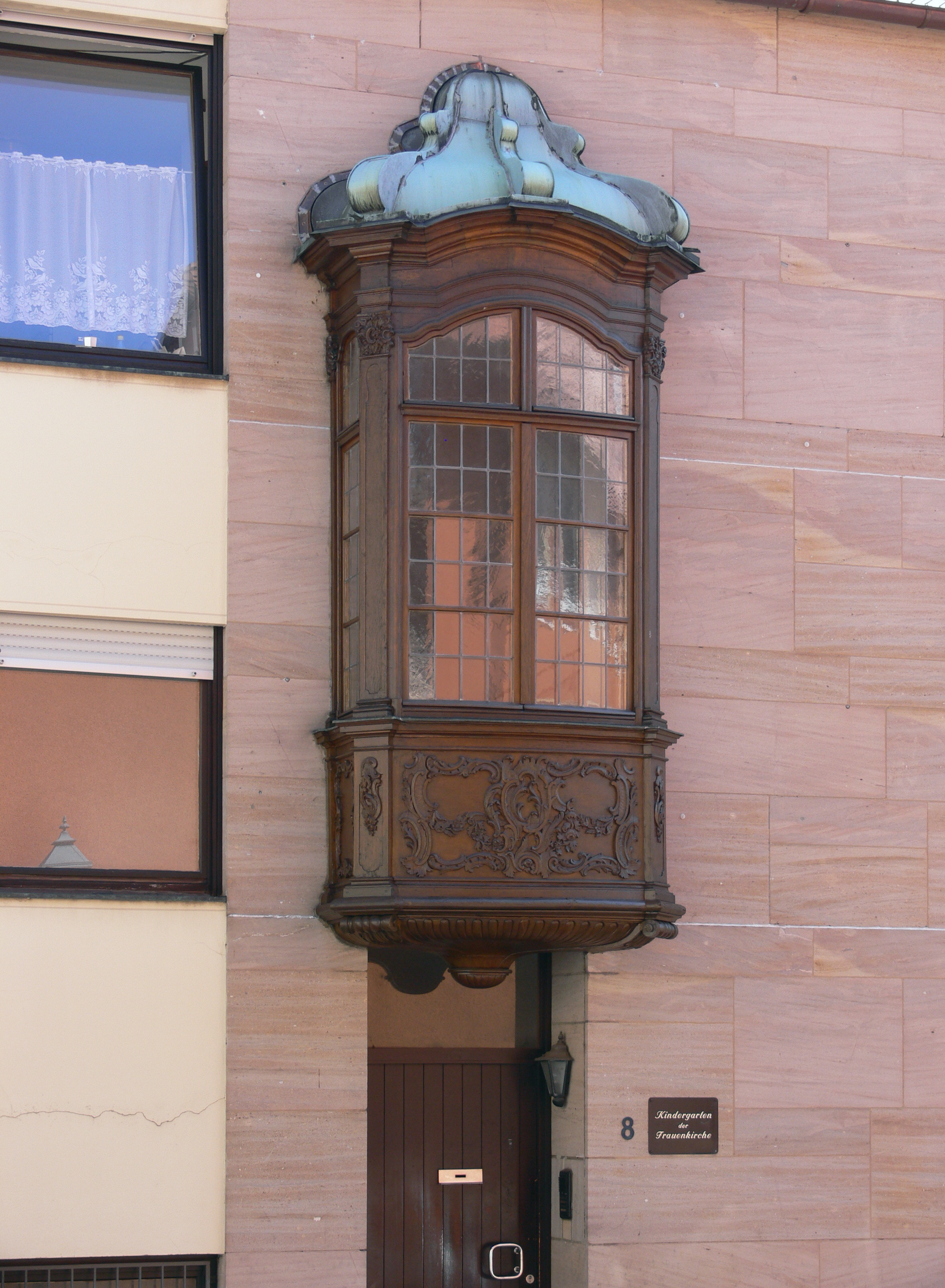
Barockes Nürnberger Chörlein (Radbrunnengasse 8)
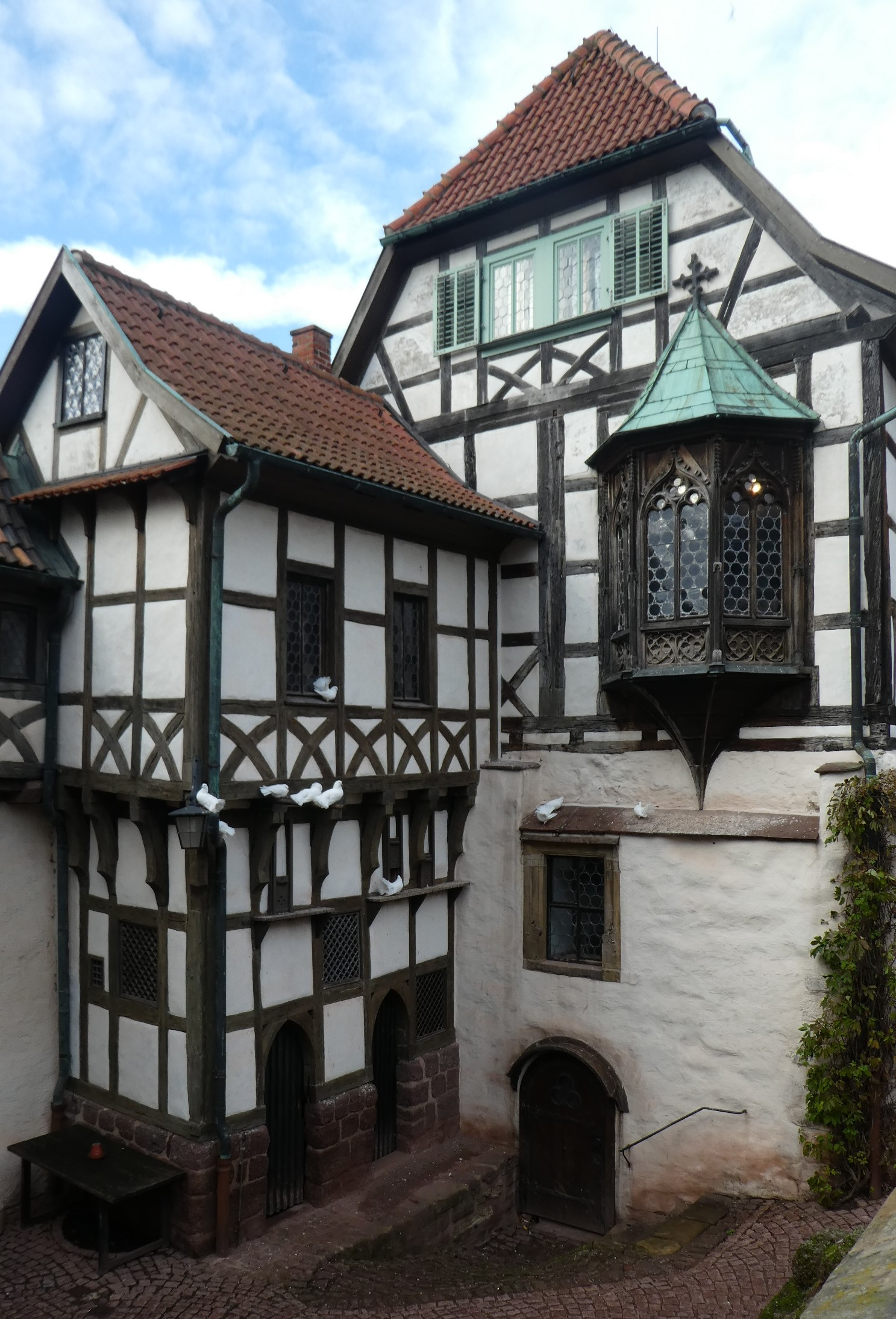
Spätmittelalterliches Nürnberger Chörlein am Vogteigebäude der Wartburg bei Eisenach (1872 hierher transloziert)